# Anadendrum
Anadendrum, biljni rod iz porodice kozlačevki smješten u potporodicu Monsteroideae. Postoji 13 vrsta rasprostranjenih od južne Kine do Filipina i Indonezije i Malezije.

## Vrste
1. Anadendrum affine Schott
2. Anadendrum angustifolium Engl.
3. Anadendrum badium P.C.Boyce
4. Anadendrum chlorospathum V.D.Nguyen, Dinh & P.C.Boyce
5. Anadendrum cordatum Schott
6. Anadendrum ellipticum Widyartini & Widjaja
7. Anadendrum griseum P.C.Boyce
8. Anadendrum latifolium Hook.f.
9. Anadendrum marcesovaginatum P.C.Boyce
10. Anadendrum marginatum Schott
11. Anadendrum microstachyum (de Vriese & Miq.) Backer & Alderw.
12. Anadendrum montanum Schott
13. Anadendrum superans Alderw.